# جكي (سيسينيجا)
جكي (بالروسية: Гехи) هي مدينة في جمهورية الشيشان في روسيا. ويبلغ عدد سكانها حوالي 10462 نسمة.